# Bin (organizacja skautowska)
Bin (z jid. Pszczoła) – żydowska organizacja skautowska istniejąca w Wilnie w okresie dwudziestolecia międzywojennego, dążąca do integracji ludności żydowskiej. Ideologicznie nie opowiadała się za żadnym stanowiskiem w sprawach społecznych. Jej twórcą był znany intelektualista żydowski Max Weinreich.
Bin organizował różnego rodzaju wycieczki i obozy oraz spotkania młodzieżowe. Do organizacji należeli między innymi przyszli poeci Michael Astur, Szmerke Kaczegiński i Abraham Suckewer.